# Nuno Bico
Nuno Miguel Bico Alves Matos, meglio noto come Nuno Bico (Viseu, 3 luglio 1994), è un ex ciclista su strada portoghese, attivo tra gli Elite/Under-23 UCI dal 2013 al 2019.

## Palmarès
- 2015 (Rádio Popular, una vittoria)

Campionati portoghesi, Prova in linea Under-23

## Piazzamenti

### Grandi Giri
- Vuelta a España

2019: 153º

### Classiche monumento
- Milano-Sanremo

2017: 119º
- Giro delle Fiandre

2017: ritirato
2018: ritirato
- Parigi-Roubaix

2017: ritirato
2018: 91º
- Giro di Lombardia

2017: 98º

### Competizioni mondiali
- Campionati del mondo

Richmond 2015 - In linea Under-23: 39º
Doha 2016 - In linea Under-23: 133º

### Competizioni europee
- Campionati europei

Brno 2013 - In linea Under-23: 49º
Plumelec 2016 - In linea Under-23: 29º